# 古沢仁
古沢 仁（ふるさわ ひとし、1956年〈昭和31年〉 - 2023年〈令和4年〉9月2日）は、日本の古生物学者。元・札幌市博物館活動センター学芸員。鯨類や海牛目などの海棲哺乳類を対象とし、これらの分類群の進化や系統を研究した。膵癌のため2023年9月に死去。

## 経歴
1956年に札幌市にて生まれる。学士課程では北海道教育大学札幌校に所属。帯広市で高等学校の教職に就いていた木村方一が1977年から同大学札幌校地学教室に助手として採用され、古沢は木村に化石への興味を口頭で伝えた。同年9月と翌1978年7月に木村とともに歌登町でのデスモスチルス化石の発掘に参加した。同年9月には深川市で発見された大型脊椎動物化石の発掘とそれに関連する地質調査を行い、産出したヒゲクジラを卒業研究のテーマとした。鯨類化石はセミクジラ科のバレヌラ属未定種として同定された。
大学卒業後は鹿児島大学で理学博士の博士号を取得。職歴は札幌市の小学校教員から滝川市および旭川市内の高等学校教員を経て、1992年に沼田町自然史研究室の初代学芸員に就任。晩年は札幌市博物館活動センターに身を置いた。2023年9月2日に膵癌のため死去。享年67歳。

## 功績
1980年に滝川市の空知川河床から発見された大型脊椎動物化石の報告を受け、北海道開拓記念館の職員とともに発掘調査を指揮した。産出した化石は古沢により新種のカイギュウのものであると同定され、タキカワカイギュウとして記載・命名された。この研究過程において古沢は研究の都合上札幌市の小学校から滝川市立の高等学校へ異動し、市民と協力して研究・展示活動を行った。滝川市美術自然史館に展示されているドゥシシレン属のヨルダニカイギュウのレプリカは、カリフォルニア大学バークレー校から古沢が原標本を借用し、市民との協力の下で制作したものである。
滝川市美術自然史館設立後の古沢は旭川市内の高等学校に教員として所属しつつ、ヌマタネズミイルカの研究に携わった。ここでも古沢は市民による協力を受け、復元骨格を完成させた。この過程で教職を降り、後の沼田町化石館となる沼田町自然史研究室で研究を主導した。
2001年に豊平川から産出した脊椎動物化石については、2003年に木村とともにこれを研究し、カイギュウのものと同定した。「札幌市大型動物化石総合調査団」を組織し、産出したカイギュウ化石をサッポロカイギュウと命名した。その後豊平川からはセミクジラ科の化石が発見されており、古沢はこれを化石研究会で2023年6月に報告するとともに、当該化石とサッポロカイギュウとを目玉展示とした札幌市自然史博物館構想を立ち上げていた。